# George Bastl
George Edward Bastl (ur. 1 kwietnia 1975 w Ollon) – tenisista reprezentujący Szwajcarię, reprezentant w Pucharze Davisa.
Karierę tenisową rozpoczął w roku 1998. W grze pojedynczej odniósł cztery zwycięstwa w rozgrywkach rangi ATP Challenger Tour. Pierwszy tytuł wywalczył w Eckental (sezon 1999), drugi w Nümbrecht (1999), a kolejne w Helsinkach (2001) i Mediolanie (2004). Wszystkie turnieje rozgrywane były na nawierzchni dywanowej. W rozgrywkach rangi ATP World Tour Bastl jest finalistą zawodów w Taszkencie z września 1999 roku. Po drodze pokonał m.in. Marca Rosseta; w finale przegrał z Niemcem Nicolasem Kieferem.
W 2002 Bastl wyeliminował w drugiej rundzie Wimbledonu po pięciosetowym meczu siedmiokrotnego mistrza tego turnieju, rozstawionego z numerem szóstym Amerykanina Pete Samprasa, dla którego okazał się to ostatni występ na londyńskiej trawie. Była to tym większa sensacja, że Szwajcar przystępował do turnieju jako tzw. lucky-loser po porażce w eliminacjach z Niemcem Waske. W kolejnej rundzie (1/16 finału) Bastla pokonał Argentyńczyk David Nalbandian. Z kolei w 2005, także na Wimbledonie, Bastl był pierwszym przeciwnikiem w turnieju wielkoszlemowym późniejszego lidera rankingu światowego Andy'ego Murraya; 18-letni Szkot wygrał ten mecz 6:4, 6:2, 6:2.
W latach 1998–2006 reprezentował Szwajcarię w Pucharze Davisa. Rozegrał przez ten czas 14 pojedynków, z których 3 wygrał w singlu i 2 w deblu.
Najwyżej sklasyfikowany w rankingu singlistów był na 71. miejscu na początku maja 2000 roku, natomiast w zestawieniu deblistów w październiku 2002 roku zajmował 73. pozycję.

## Finały w turniejach ATP World Tour
| Nazwa                              |
| ---------------------------------- |
| Wielki Szlem                       |
| Igrzyska olimpijskie               |
| ATP World Tour World Championships |
| ATP Super 9                        |
| ATP Championships Series           |
| ATP World Series                   |

### Gra pojedyncza (0–1)
| Końcowy wynik | Nr | Data             | Turniej  | Nawierzchnia | Przeciwnik     | Wynik finału |
| ------------- | -- | ---------------- | -------- | ------------ | -------------- | ------------ |
| Finalista     | 1. | 19 września 1999 | Taszkent | Twarda       | Nicolas Kiefer | 4:6, 2:6     |